# SV Epe
SV Epe is een op 1 augustus 1939 opgerichte  amateurvoetbalvereniging uit de Nederlandse plaats Epe (provincie Gelderland). De thuiswedstrijden worden op "Sportpark De Wachtelenberg" gespeeld. 
Het standaardelftal speelde de wedstrijden voorheen altijd op zondag, vanaf seizoen 2022/23 speelt SV Epe 1 haar wedstrijden in de zaterdagcompetitie.

## Algemeen
In de Veluwse plaats Epe bestaat georganiseerd voetbal sinds 1919, toen de voetbalvereniging Gelre werd opgericht, deze heeft bestaan tot en met 1927 en voetbalde in de GVB. Deze club hield op te bestaan en in  1926 werd de voetbalvereniging Eper Boys opgericht die heeft bestaan tot maart 1941. Epe'r Boys voetbalde in de GVB en KNVB. Op 1 augustus 1939 werd de voetbalvereniging Unitas opgericht, een naam die al snel gewijzigd werd in voetbalvereniging Epe. Er werd gevoetbald aan de Spoorlaan, waarna  er in 1953 verhuisd werd naar de Oenerweg/Kweekweg. In 1955 volgde een naamswijziging tot SV Epe vanwege meerdere sport activiteiten zoals korfbal, handbal en voetbal. In 1974  werd er weer verhuisd nu naar de huidige locatie op de Wachtelenberg aan de Sportlaan, waar de club tot op heden beschikt over 5 voetbalvelden, waarvan 4 natuurgrasvelden, 1 kunstgrasveld en een kunstgras trainingsveld. Tevens is er een anderhalf veld groot trainingsveld. Het grote trainingsveld, 1 wedstrijdveld en de kunstgrasvelden zijn voorzien van ledverlichting. Het schitterende natuurgras hoofdveld, met tribune, heeft de grootste afmetingen (105 x 69 meter), heeft geen verlichting
SV Epe bracht diverse goede voetballers voort die furore maakten in het regionale amateur-, maar ook professionele voetbal. De bekendste namen zijn John Stegeman. als speler en nu professionele trainer en de broers Edwin Overmars, die speelde voor Heracles en Go- Ahead Eagles, en Marc Overmars de bekende Nederlandse  International die speelde voor Go-Ahead Eagles, Willem II, AFC Ajax, Arsenal, Barcelona en SV Epe. Bekende  trainers waren Leo Halle ( De Leeuw van Deventer) en Leo Beenhakker.
Sinds 1975 organiseert SV Epe jaarlijks een jeugdvoetbaltoernooi tijdens het Paasweekend, het "Internationale SV Epe Paastoernooi" dat is uitgegroeid tot een internationaal gerenommeerd toernooi (Easter-tournament) voor jeugdspelers U-14 en U-12. Bekende clubs uit Nederland en het nabije en zeer verre buitenland (Europa, Azië en Zuid Amerika) komen met jeugdteams naar dit twee dagen durende toernooi. Een toernooi dat duizenden toeschouwers trekt, maar ook internationale scouts. De entree is gratis, waardoor het een laagdrempelig toernooi blijft. Teams uit bijna alle Europese landen, maar ook uit Brazilië, China en Japan hebben deelgenomen aan dit toernooi, tevens hebben ook meerdere internationale topvoetballers hun voetbalkwaliteiten getoond tijdens dit toernooi. Vanwege Corona zijn de toernooien van 2020, 2021 en 2022 helaas niet doorgegaan. In 2023/2024 is het toernooi weer opgestart, met veel succes en vanaf seizoen 2024-2025 zal het weer een 2-daags internationaal jeugdtoernooi zijn.

## Standaardelftal
Na het behalen van het kampioenschap in 2K (zondag), werd promotie bewerkstelligd naar de Eerste klasse. De club maakte gebruik van het horizontaal overstappen in de voetbalpiramide en speelt sinds 2022 de thuiswedstrijden op zaterdag.
VV Epe werd in 1940-1941 ingedeeld in de 3e klasse en promoveerde naar de 2e klasse GVB. In 1942/1943  won het naast het kampioenschap van de 2e klasse ook de GVB beker en promoveerde  in het seizoen 1945-1946  als kampioen naar de KNVB. Leo Halle, voormalig doelman, "de Leeuw van Deventer" van het Nederlands voetbalelftal, was in deze periode trainer. Epe werd in seizoen 1946/47 direct kampioen van de Vierde klasse en promoveerde naar de Derde klasse waarin het jaren speelde tot aan de zestiger jaren. Bekende spelers in de 60er jaren zijn later het betaalde voetbal in gegaan zoals Ronald Hendriks en Jan Hoogendoorn. Het eerste grote sportieve hoogtepunt beleefde SV Epe in het seizoen 1965/66 toen de club promoveerde, met bekende spelers zoals Dick Faber (Vitesse) en Adri Jansen (PEC Zwolle), naar de amateur top van het voetbal, toenmalig de Eerste klasse. Dit verblijf duurde één seizoen, waarna de club geleidelijk aan terugviel naar de Vierde klasse.
Vanaf 1985 kende SV Epe een periode met een talentvolle lichting jonge voetballers die uiteindelijk onder leiding van de toenmalige hoofdtrainer Jan Fiechter naar de landelijke Hoofdklasse, inmiddels het hoogste amateurniveau, leidde. Mede doordat SV Epe ook in die tijd consequent vasthield aan het principe een oprechte amateurvereniging te zijn, was het voor de club schier onmogelijk om zich lang op een dergelijk hoog niveau te handhaven en daalde het eerste elftal  geleidelijk weer af naar de Derde klasse.
In het seizoen 2008/09 werd SV Epe na zeventien seizoenen kampioen in de Derde klasse en promoveerde naar de Tweede klasse. Een seizoen later profiteerde het van de verruimde promotie door de introductie van de Topklasse. Hierdoor speelde de club in seizoen 2010/11 in de Eerste klasse, waar het aan het eind van het seizoen, na de verloren finale in de nacompetitie, uit degradeerde. In het seizoen erop (2011/12) degradeerde Epe ook meteen uit de Tweede klasse, weer door de finale van de nacompetitie te verliezen. Sinds seizoen 2012/13 speelt Epe weer in de Derde klasse. In het seizoen 2016/17 werd SV Epe ingedeeld in 3D van het district Noord. Dit werd een speciaal seizoen. Epe werd dit seizoen, met een uiterst jonge ploeg, kampioen en promoveerde weer naar de Tweede klasse, waar het in district Oost (2J) werd ingedeeld. Het seizoen in de 2e Klasse werd geen succes, voor de zeer jonge ploeg, die degradeerde aan het eind van het seizoen naar de Derde klasse, waarna het werd ingedeeld in het District Oost in de 3e Klasse B. Het seizoen 2019/20 werd niet uitgespeeld vanwege de Coronacrisis, maar SV Epe promoveerde, als nummer 1 van de ranglijst in de 3e Klasse B Oost, naar de Tweede klasse vanwege herindeling van de klassen voor het seizoen 2020/21.De klasse werd Tweede klasse K (NOORD). Ook het corona seizoen (2020-2021) werd niet uitgespeeld, waardoor in het seizoen 2021-2022  het eerste mannenteam weer in de 2e Klasse K Noord werd ingedeeld en kampioen werd en promoveert naar de 1e klasse Eerste klasse zaterdag Oost. In het seizoen 2022-2023 was er een versterkte promotie- degradatieregeling en ook SV Epe degradeerde naar de Tweede klasse . Het seizoen 2023-2024 eindigde wederom, vanwege de versterkte promotie-degradatieregeling voor  SV Epe in mineur, en degradeerde de ploeg naar de zaterdag  Derde klasse. 
In het seizoen 2023-2024 zal Epe versterkt worden meet een voormalig betaald voetbalspeler, nu woonachtig in Epe, Wiljan Pluim
Zie  https://www.svepe.nl/1/3084/wiljan-pluim-komt-selectie-sv-epe-versterken/
Het eerste damesteam heeft zich in een korte periode opgewerkt tot een gerenommeerde tegenstander, die in het seizoen 2021/22 is ingedeeld in de Eerste klasse B van het damesvoetbal op zaterdag, vanaf het seizoen 2022/23 is het eerste damesteam weer op recreatief niveau in een lagere klasse gaan spelen.

#### Erelijst
K = Kampioen, KP = Kampioen en promotie, P= promotie, B = Bekerwinnaar
- NVB afdeling Gelderland GVB:  1941 (P) 3e klasse, 1943 (KP en B) 2e klasse, 1946 (KP)1e klasse
- KNVB Eerste klasse: 1992 (KP)
- KNVB Tweede klasse: 1965 (KP), 1990 (KP), 2010 (P), 2022 (KP)
- KNVB Derde klasse:  1951 (K), 1953 (K), 1959 (K), 1960 (KP), 1987 (KP), 2009 (KP), 2017(KP), 2020 (P)
- KNVB Vierde klasse: 1947 (KP), 1986 (KP)

## Speciale datums en wedstrijden
- 1905-1906  Oprichting vv Gelre 1e officiële voetbalclub in Epe, door L.C. Kolff, Jan Loeff en Piet Loeff, N.A Schouten en J. van der Vinne
- Terrein achter "Villa de Brinckgreve" (Dellenweg) tot 1909 daarna naar terrein Heerderweg.
- 1919 1e klasse Gelderse Voetbal Bond 12-10-1919  1e wedstrijd Apoldro 1- vv Gelre 1 te Apeldoorn
- 1920 Verhuist naar terrein aan de Schotweg bij de Schietbaan
- 1927 vv Gelre  "gaat ter ziele"
- 1926 Op 02 september oprichting voetbalclub SDL (Sport doet Leven), naam verandert in Eper Boys terrein Spoorlaan
- 1926-1927 3e Klasse en 2e plaats en promotie naar 2e klasse GVB
- 1931 terrein Spoorlaan opgeknapt,  geopend door Burgemeester van Walsum op 17 mei
- 1934-1935 promotie naar de 4e klasse N.V.B. (Nederlansche Voetbal Bond)
- 1934 - tot en met  1935  ESV (Eper Sport Vereniging)  onderdeel van  Rooms Katholieke Utrechtse Voetbalbond. Opgeheven.
- Veel buurtclubjes (waaronder \Blauw Wit en TGM (Tont Goede Moed)  samengevoegd in nieuwe club DOS (Door Oefening Sterkt) gestopt op 24 september 1939.
- 1939 -  01 Augustus oprichtingsdatum, naam VV Unitas omgezet naar vv Epe. Terrein Spoorlaan
- 1940-1941 3e Klasse Gelderse Voetbal Bond.
- 1940 Eper Boys opgeheven vanwege gebrek aan financiële middelen
- 1940 -1941 Eerste officiële wedstrijd 29 september 1940 in 3e Klasse Geldersche Voetbal Bond,  Columbia 4 - Epe 1 uitslag 0-1, doelpunt Theo Dalmolen
- 1941-1942-1943 Kampioen 2e Klasse G.V.B. en Winnaar G.V.B. Beker
- 1943 oprichting Korfbal afdeling KVE
- 1945 - Eerste internationale wedstrijd  20-04-1945  Epe tegen Engels militairteam  uitslag 2-1
- 1945-1946 Kampioen 1e Klasse G.V.B. Promotie naar 4e Klas N.V.B. (Nederlansche Voetbal Bond)
- 1949-1953 Korfbal (KVE) Kampioen in 1950, na 1953 gestopt
- 1953 Augustus afscheid terrein Spoorlaan verhuizing naar Oenerweg/Kweekweg
- 1954 Op 09 januari opening kleedlokaal aan de Kweekweg
- 1956 Oprichting Handbal afdeling op 16 mei
- 1956 - 08-december 1956 Epe - Hongaars vluchtelingenteam uitslag 14-3
- 1958 - 29 juni Tus Lindenholzhausen  - Epe 3-1
- 1959-1960 Kampioen 3e Klas + promotie > 2e Klas - Epe 1 - V en K (Twello) 1, uitslag 1-1 (Piet Das) toeschouwers ruim 3500
- 1961 Op 06 april oprichtingsvergadering "Stichting tot Exploitatie van Sportterreinen te Epe
- 1961 Bestuur en vergadering -akkoord met oprichting afdeling senioren Zaterdag (realisatie per 1963 "Niet op grond van religie" door  Han van Moorst, Ab Hartkamp en Dick van der Veen)
- 16-08-1964 25 jaar bestaan jubileumwedstrijd Epe - Zwarte Schapen (Semi-Profclub Amsterdam)  uitslag 5-6 (2x  B. Vijge, 2x B. Kamphuis 1x D. Faber)
- 1964-1965 Kampioen 2e Klas + promotie > 1e Klas - Epe 1 - Losser 1, uitslag 3-1 (3x Bertie Vijge) toeschouwers ruim 3000
- 1965-1966 Degradatie naar 2e Klasse
- 01-08-1969 vv Epe, naamsverandering in SV Epe
- 1969 30 jaar sv Epe wedstrijd Epe 1 - AJAX amateurs  uitslag  4-1 (3x Jan Hoogendoorn, 1x Dick Berkhoff)
- 1970 Zaalvoetbal in de Prins Willem Alexander Sporthal
- 1972-1973 Degradatie naar 3e Klasse
- 17-8-1974 Go Ahead Deventer - PEC Zwolle 4-1 Openingswedstrijd sportpark de Wachtelenberg, 3500 toeschouwers
- 1e wedstrijd op De Wachtelenberg; Oefenwedstrijd Epe 1 - Vaassen1  3-1 ( Gé Das. Gerard van Bussel en Henk Witteveen)
- 1975 - 1e Paastoernooi op de Wachtelenberg
- 1976 Meisjes 14-16 jaar (trainer Eb van Schoonhoven ) en later Damesvoetbal, trainer 1e jaar Herman Veldhuis, leider Gerrit Kwakkel, daarna trainer/leider
- 1978 afdeling Handbal splits zich af en gaat verder als HVE (Handbal * 1940-1941 3e Klasse Gelderse Voetbal Bond. ereniging Epe
- 31-7-1979 Epe 1- AJAX 1 uitslag 4-9 “40 jaar sv Epe”  (4x Gert Veldwijk)
- 1980-1981 Degradatie naar 4e klasse
- 1980 - September "Opening tribune" Ruimste competitie thuiszege 1980, Epe 1- Roda Deventer 1 uitslag 10-1
- 1984 Afdeling Zaterdag splits zich af en start eigen vereniging EZC'84 terrein Kweekweg
- 1985-1986 4e Klasse G Kampioen promotie > 3e klas in wedstrijd Zutphania (Zutphen) - Epe 0-0
- 1986-1987 3e Klasse B Kampioen promotie > 2e Klas in wedstrijd Epe - ZAC (Zwolle) 2-0
- 1987-1988 2e Klasse B 1e/2e Beslissingswedstrijd Kampioenschap. Terrein Robur: AGOVV (Apeldoorn) - Epe 4-2 toeschouwers 7000 (Gert v.d. Brink en eigen doelpunt)
- 22-7-1989 Epe - Rsc. Anderlecht 0-11 “50 jaar sv Epe” trainer Aad de Mos
- 1989-1990 2e Klasse B Kampioen promotie naar 1e Klas  in wedstrijd Epe- TVC,28 (Tubbergen) 1-0  (Frank Spijker)
- 1990-1991 1e Klasse D 3e Promotieduel om plaats in de Hoofdklasse - terrein Steenwijk: Sneek Hovis - Epe uitslag 2-1
- 1991-1992 1e Klasse D 1e/2e Kampioen + Promotie > Hoofdklasse - terrein Hattem: Epe - Rohda Raalte 2-0 (Michel Habets, Erik Smit) toesch. 5000 +
- 1992-1993 Hoofdklasse B,  13e plaats degradatie naar 1e klasse
- 1993 tot 1997 1e Klasse
- 10 juli 1995 sv Epe - Barcelona 0-18 toesch. 5000  "55 jaar sv Epe" trainer Barcelona Johan Cruijff
- 1976-1997 degradatie naar 2e klasse
- 1998-1999 degradatie naar 3e Klasse
- 2000-2001 Nacompetitie Promotie 1e ronde Almelo-Epe  1-3, 1-3; 2e ronde ATC'65 - Epe 3-2, 1-0
- 2001-2002 Nacompetitie Promotie 1e ronde Epe- ATC'65  1-3, 0-3
- 2002-2003 Nacompetitie Promotie 1e ronde Epe - Almelo 2-1, 3-2; 2e ronde Epe - Columbia 0-1, 2-0; Finale Epe -WSV 2-2 na verlenging 2-3
- 2004-2005 Nacompetitie Promotie Victoria '28  3-1, 3-1; Be Quick Z, 2-2, 3-0, Finale  terrein Rohda Raalte RDC (Deventer) - Epe 2-1
- 2007-2008 Nacompetitie Promotie Rood Zwart Delden - Epe 2-0, 1-0
- 2008-2009 Kampioen 3e Klasse B Oost promotie > 2e Klasse Gazelle - Epe   0-3 (John Stegeman 2x, Melvin Ireeuw)
- 20/21-8-2009 70-jarig jubileum Epe 1 - Oranje 2000 uitslag 2-4 Toesch. 5000 "70 jaar sv Epe
- 2009-2010 3e plaats in competitie,(versterkte) promotie naar 1e Klasse
- 2010-2011 11e plaats  Nacompetitie degradatie: DVV - Epe  0-2, 2-2;  Epe - de Zweef Nijverdal 2-0 en 0-3, Epe degradeert > 2e klasse
- 2011-2012 2e Klasse J, 11e plaats, Nacompetitie degradatie; finale in Tilligte (KOSC - Epe   1-0) Epe degradeert > 3e klasse
- 2013 Realisatie kunstgras  per 01-08-2013 "75 jaar SV Epe"
- 2012 - 2017 3e Klasse
- 2016-2017 3 Klasse D Noord Kampioen promotie naar 2e Klasse  23-04-2017 Heerde -Epe  1-1 (Stefan Lokhorst)
- 10-07-2016 Jubileumwedstrijd "75 jaar"  AFC AJAX - PANATHINAIKOS  toeschouwers 6000 +
- 2017-2018 2e Klasse J Oost rechtstreekse degradatie > 3e klasse.
- 22-07-2019  Ajax - OFI Kreta uitslag 6-2 toeschouwers 3000 "80 jaar SV Epe"
- 2019-2020  Promotie vanuit 3e Klasse naar 2e Klasse K (Noord)  in afgebroken Corona Competitie na 17 wedstrijden
- 2020-2021 2e Klasse K (Noord) 3 wedstrijden Competitie beëindigd vanwege  Corona
- 2021-2022 2e Klasse K Zondag (Noord) 06-06-2022 Kampioen promotie > 1e klasse SC Emmeloord - SV Epe  1-4 (Maurits de Jong, Mart Nijhof,   Luke Berkhoff, Lars Krijgsman) Kampioenen:1e,2e,J-o19 (HK + 3e Div.)
- 2022-2023 Horizontale overstap naar het zaterdagvoetbal. Zaterdag 1e Klasse E (Oost), SV Epe 1 degradeert > 2e Klasse
- 2023-2024 2e Klasse H Oost,  (seizoen met versterkte degradatieregels) Epe degradeert rechtstreek > 3e klasse Zaterdag
- 2024-2025 3e Klasse M Oost Jubileumjaar per 01 augustus 2024 "85 jaar voetbalvereniging SV Epe

### Competitieresultaten 1947–heden
| 1 4D |

| 3 3C |

| 5 3A |

| 3 3C |

| 1 3B |

| 3 3B |

| 1 3B |

| 2 3B |

| 4 3B |

| 5 3B |

| 3 3B |

| 2 3B |

| 1 3B |

| 1 3B |

| 6 2B |

| 10 2B |

| 9 2B |

| 6 2B |

| 1 2B |

| 11 1D |

| 10 2B |

| 8 2B |

| 10 2B |

| 9 2A |

| 6 2B |

| 8 2B |

| 12 2B |

| 5 3B |

| 10 3B |

| 6 3B |

| 10 3B |

| 3 3B |

| 5 3B |

| 9 3B |

| 12 3B |

| 8 4G |

| 10 4G |

| 3 4G |

| 2 4G |

| 1 4G |

| 1 3B |

| 1 2B |

| 3 2B |

| 1 2B |

| 3 1D |

| 2 1D |

| 13 B |

| 4 1D |

| 10 1D |

| 8 1C |

| 11 1E |

| 9 2J |

| 11 2J |

| 4 3B |

| 3 3B |

| 3 3B |

| 3 3B |

| 5 3B |

| 3 3B |

| 6 3B |

| 4 3B |

| 3 3B |

| 1 3B |

| 3 2J |

| 11 1E |

| 11 2J |

| 7 3B |

| 6 3B |

| 7 3B |

| 5 3B |

| 1 3D |

| 14 2J |

| 4 3B |

| -- 3B |

| -- 2K |

| 1 2K |

| 14 1E |

| 12 2H |

| Hoofdklasse | Eerste klasse | Tweede klasse | Derde klasse | Vierde klasse |

In elke staaf van de grafiek staat van boven naar beneden vermeld: 
- Eindnotering

Dit is de positie die de club heeft bereikt in de competitie, zonder eventuele beslissings-, play-off- of nacompetitiewedstrijden die nodig zijn geweest om bijvoorbeeld de kampioen van de competitie te bepalen.
Indien een * achter het getal staat is de notering een tussenstand en kan het zijn dat de notering niet overeenkomt met de uiteindelijke eindstand van de competitie.
Staat er een - dan is het seizoen nog bezig en is er geen definitieve uitslag bekend.
Staat er xx op de positie van de notering, dan heeft de club vroegtijdig de competitie verlaten. Dit kan onder andere komen door terugtrekking van het team, faillissement van de club of door een uitgedeelde straf van de KNVB. In veel gevallen staat elders in het artikel de reden vermeld.
Staat er een ? dan is het resultaat uit het verleden onbekend, en is alleen de competitie of het niveau bekend van dat seizoen.
In de seizoenen 2019/20 en 2020/21 werd wegens de coronacrisis het amateurvoetbal afgebroken. Daardoor kennen deze staven geen eindklassering (middels -- weergegeven).
- Competitieniveau en afdelingsletter of Officiële eindstand Eredivisie
  - Competitieniveau en afdelingsletter

Hierbij geeft het getal het niveau weer, dat ook terug te vinden is in de legenda. De letter is de afdelingsaanduiding en wordt gebruikt wanneer er meer afdelingen zijn op hetzelfde niveau. De afdelingsletter is altijd een hoofdletter en wordt meestal zonder nummer gebruikt.
Voorbeeld: 2F is niveau 2e klasse competitie F.
Het competitieniveau en nummer wordt niet vermeld wanneer er slechts één competitie van dit niveau was.
  - Officiële eindstand Eredivisie (getal staat tussen haakjes vermeld)

Sinds de introductie van play-offwedstrijden voor Europees voetbal na afloop van de reguliere competitie in 2005/06, is de KNVB verplicht een eindstand van de Eredivisie door te geven aan de UEFA aan de hand van deze play-offwedstrijden.
Bij deze eindstand staan clubs die zich hebben gekwalificeerd voor Europees voetbal hoger dan clubs die zich niet wisten te kwalificeren. Indien er geen verschil was tussen de eindnotering en de officiële eindstand, staat dit getal niet vermeld.

- Onderafdeling

Hier staat afgekort de naam van de onderafdeling indien de club in dat jaar in een onderafdeling uitkwam. Tevens staat deze afkorting in de legenda en wordt gelinkt naar het artikel over deze onderafdeling. Deze afkorting wordt alleen vermeld wanneer de club in het verleden in verschillende onderafdelingen heeft gespeeld. Deze vermelding is in de staaf altijd in kleine letters. Deze onderafdelingen zijn na het seizoen 1995/96 afgeschaft. Heeft de club in slechts één onderafdeling gespeeld, dan is dit alleen terug te vinden in de legenda.
Onder de staaf staat het jaartal vermeld waarin het seizoen is afgesloten. 15 verwijst naar het seizoen 2014/15 of eventueel het seizoen 1914/15.
Wanneer een staaf leeg is, zijn deze gegevens niet bekend. Het kan ook zijn dat de club dat seizoen niet heeft meegespeeld op het hogere amateurniveau, vroegtijdig de competitie heeft verlaten of uit de competitie is gezet.

In het seizoen 1944/45 was er wegens de Tweede Wereldoorlog geen regulier competitievoetbal.

### Klasseringen 1e elftal (mannen) sinds 1939
| Seizoen | Klasse   | Plaats | Wdstr | Punten | Voor | Tegen | Opmerkingen                                                | Trainers                             |
| ------- | -------- | ------ | ----- | ------ | ---- | ----- | ---------------------------------------------------------- | ------------------------------------ |
|         |          |        |       |        |      |       |                                                            |                                      |
|         |          |        |       |        |      |       |                                                            |                                      |
|         |          |        |       |        |      |       |                                                            |                                      |
| 24/25   | 3M Za    |        |       |        |      |       |                                                            | Bulent Akar                          |
| 23/24   | 2H Za    | 12     | 24    | 14     | 33   | 57    | Degradatie naar Zaterdag 3e Klasse Oost                    | Marcel van Walderveen                |
| 22/23   | 1E Za    | 14     | 26    | 8      | 25   | 76    | Zondag naar Zaterdag degradatie 2e kl. Oost                | Martijn de Haas                      |
| 21/22   | Noord 2K | 1      | 24    | 61     | 83   | 27    | Kampioen Promotie naar 1e Klasse                           | Martijn de Haas                      |
| 20/21   | Noord 2K | 4      | 3     | 7      | 7    | 3     | Afgebroken Competitie COVID                                | Martijn de Haas                      |
| 19/20   | Oost 3B  | 1      | 17    | 39     | 56   | 21    | Promotie naar 2e Klasse (COVID)                            | Martijn de Haas                      |
| 18/19   | Oost 3B  | 4      | 26    | 52     | 70   | 41    | Nacompetitie NEO-EPE 5-3                                   | Martijn de Haas                      |
| 17/18   | Oost 2J  | 14     | 26    | 19     | 47   | 69    | Degradatie naar 3e Klasse                                  | Martijn de Haas                      |
| 16/17   | Noord 3D | 1      | 26    | 66     | 95   | 27    | Kampioen Promotie naar 2e Klasse                           | Hans uit den Boogaard                |
| 15/16   | 3B       | 5      | 26    | 45     | 61   | 43    |                                                            | Hans uit den Boogaard                |
| 14/15   | 3B       | 7      | 26    | 39     | 73   | 63    |                                                            | Hans uit den Boogaard                |
| 13/14   | 3B       | 6      | 24    | 33     | 43   | 41    |                                                            | Johan Warmelink                      |
| 12/13   | 3B       | 7      | 22    | 28     | 42   | 42    |                                                            | Johan Warmelink                      |
| 11/12   | 2J       | 11     | 26    | 34     | 38   | 41    | Nacompetitie KOSC(Ootmarsum)-Epe 1-0 Degradatie            | Marcel van Walderveen/ Bert Veldwijk |
| 10/11   | 1E       | 11     | 26    | 31     | 48   | 50    | Nacompetitie EPE-De Zweef(2-0/"0-3) Degradatie             | Marcel van Walderveen                |
| 09/10   | 2J       | 3      | 22    | 36     | 44   | 26    | Promotie (versterkt) naar 1e Klasse                        | Bert Veldwijk                        |
| 08/09   | 3B       | 1      | 22    | 53     | 56   | 21    | Kampioen Promotie naar 2e Klasse                           | Bert Veldwijk                        |
| 07/08   | 3B       | 3      | 22    | 39     | 54   | 28    | Nacompetitie Geen Promotie (Rood Zwart Delden)             | Bert Veldwijk                        |
| 06/07   | 3B       | 4      | 22    | 37     | 48   | 29    |                                                            | Bert Veldwijk                        |
| 05/06   | 3B       | 6      | 22    | 35     | 44   | 31    |                                                            | Dick Bremmer/Bert Veldwijk           |
| 04/05   | 3B       | 3      | 22    | 40     | 30   | 23    | Nacompetitie Finale RDC (Deventer)-EPE 2-1                 | Dick Bremmer                         |
| 03/04   | 3B       | 5      | 22    | 32     | 28   | 25    |                                                            | Dick Bremmer                         |
| 02/03   | 3B       | 3      | 22    | 35     | 24   | 25    | Nacompetitie Finale WSV-EPE 3-2                            | Gerard van Bussel                    |
| 01/02   | 3B       | 3      | 24    | 38     | 44   | 28    | Nacompetitie Geen Promotie (ATC'65 Hengelo)                | Gerard van Bussel                    |
| 00/01   | 3B       | 3      | 20    | 31     | 42   | 27    | Nacompetitie Geen Promotie (ATC'65 Hengelo)                | Gerard van Bussel                    |
| 99/00   | 3B       | 4      | 22    | 34     | 34   | 25    |                                                            | Dick Bremmer                         |
| 98/99   | 2J       | 11     | 22    | 20     | 25   | 45    | Degradatie naar 3e Klasse                                  | Dick Bremmer                         |
| 97/98   | 2J       | 9      | 22    | 25     | 33   | 39    |                                                            | Dick Bremmer                         |
| 96/97   | 1E       | 11     | 22    | 15     | 20   | 51    | Degradatie naar 2e Klasse                                  | Bert Hendriks                        |
| 95/96   | Noord 1C | 8      | 22    | 27     | 34   | 40    |                                                            | Chris Jansen                         |
| 94/95   | 1D       | 10     | 22    | 20     | 30   | 35    | Degradatiewedstrijd EPE-Berghuizen 3-0                     | Chris Jansen                         |
| 93/94   | 1D       | 4      | 22    | 25     | 33   | 27    |                                                            | Chris Jansen                         |
| 92/93   | HB       | 13     | 26    | 18     | 30   | 46    | Degradatie naar 1e Klasse                                  | Jan Fiechter                         |
| 91/92   | 1D       | 1      | 22    | 34     | 41   | 24    | Kampioen Promotie naar Hoofdklasse EPE-ROHDA (2-0)         | Jan Fiechter                         |
| 90/91   | 1D       | 3      | 22    | 27     | 29   | 26    | Nacompetitie Finale Sneek Hovis - EPE (2-1)                | Jan Fiechter                         |
| 89/90   | 2B       | 1      | 22    | 34     | 47   | 19    | Kampioen Promotie naar 1e Klasse                           | Jan Fiechter                         |
| 88/89   | 2B       | 3      | 22    | 30     | 39   | 21    |                                                            | Jan Fiechter                         |
| 87/88   | 2B       | 2/1    | 22    | 31     | 48   | 21    | Beslissingswedstrijd AGOVV - EPE (4-2)                     | Jan Fiechter                         |
| 86/87   | 3B       | 1      | 22    | 37     | 61   | 16    | Kampioen Promotie naar 2e Klasse                           | Jan Fiechter                         |
| 85/86   | 4G       | 1      | 22    | 34     | 60   | 16    | Kampioen Promotie naar 3e Klasse                           | Jan Fiechter                         |
| 84/85   | 4G       | 2      | 22    | 31     | 36   | 22    |                                                            | Jan Fiechter                         |
| 83/84   | 4G       | 3      | 22    | 27     | 31   | 26    |                                                            | Jan Fiechter                         |
| 82/83   | 4G       | 10     | 22    | 17     | 31   | 46    |                                                            | Cees Rentink                         |
| 81/82   | 4G       | 8      | 22    | 19     | 27   | 27    |                                                            | Cees Rentink                         |
| 80/81   | 3B       | 12     | 22    | 14     | 28   | 33    | Degradatie naar 4e Klasse                                  | Cees Rolle/Wim Veldkamp              |
| 79/80   | 3B       | 9      | 22    | 20     | 21   | 29    |                                                            | Cees Rolle                           |
| 78/79   | 3B       | 5      | 22    | 22     | 28   | 27    |                                                            | Wim Lensink                          |
| 77/78   | 3B       | 3      | 22    | 27     | 30   | 17    |                                                            | Wim Lensink                          |
| 76/77   | 3B       | 10     | 22    | 19     | 24   | 30    |                                                            | Huub Coenen/Wim Veldkamp             |
| 75/76   | 3B       | 6      | 22    | 24     | 30   | 24    |                                                            | Huub Coenen                          |
| 74/75   | 3B       | 10     | 22    | 17     | 18   | 39    | Degradatiewedstrijd EPE - de Hoven 2-0)                    | Huub Coenen                          |
| 73/74   | 3B       | 6      | 24    | 23     | 20   | 27    |                                                            | Herman Spijkerman/ Anton Gabriël     |
| 72/73   | 2B       | 12     | 22    | 5      | 19   | 60    | Degradatie naar 3e Klasse                                  | Herman Spijkerman                    |
| 71/72   | 2B       | 8      | 22    | 20     | 17   | 21    |                                                            | Hannis Hellegering                   |
| 70/71   | 2B       | 6      | 22    | 22     | 25   | 27    |                                                            | Hannis Hellegering                   |
| 69/70   | 2A       | 9      | 22    | 19     | 25   | 35    |                                                            | Hannis Hellegering                   |
| 68/69   | 2B       | 10     | 22    | 19     | 31   | 31    |                                                            | Geert van der Laan                   |
| 67/68   | 2B       | 8      | 22    | 21     | 40   | 39    |                                                            | Geert van der Laan                   |
| 66/67   | 2B       | 10     | 22    | 17     | 27   | 40    |                                                            | Leo Beenhakker                       |
| 65/66   | 1D       | 11     | 22    | 18     | 26   | 39    | Degradatie naar 2e Klasse (DOS'19-EPE 2-0)                 | Leo Beenhakker                       |
| 64/65   | 2e       | 1      | 22    | 30     | 46   | 31    | Kampioen/Promotie> 1e Klas(Epe-Losser 3-1 Bertie Vijge 3x) | Henk Oosterveld                      |
| 63/64   | 2e       | 6      | 22    | 22     | 31   | 31    |                                                            | Henk Oosterveld                      |
| 62/63   | 2e       | 9      | 22    | 21     | 42   | 34    |                                                            | Henk Oosterveld                      |
| 61/62   | 2e       | 10     | 22    | 18     | 28   | 35    |                                                            | Hoogendijk                           |
| 60/61   | 2e       | 6      | 20    | 19     | 32   | 39    |                                                            | Hoogendijk                           |
| 59/60   | 3e       | 1      | 22    | 32     | 48   | 27    | Kampioen Promotie naar 2e Klasse Epe-V en K (1-1 Piet Das) | Anton Gabriël                        |
| 58/59   | 3e       | 1      | 22    | 36     | 59   | 16    | Kampioen Geen Promotie CHRC (Heelsum) en Dinxperlo         | Anton Gabriël                        |
| 57/58   | 3e       | 2      | 22    | 31     | 61   | 27    |                                                            | G."Macky" Gerardts                   |
| 56/57   | 3e       | 3      | 22    | 28     | 47   | 33    |                                                            | Gerrits                              |
| 55/56   | 3e       | 5      | 22    | 21     | 47   | 43    |                                                            | Anton Gabriël/Gerrits                |
| 54/55   | 3e       | 4      | 24    | 30     | 58   | 34    |                                                            | Anton Gabriël                        |
| 53/54   | 3e       | 2      | 22    | 29     | 43   | 26    |                                                            | Anton Gabriël                        |
| 52/53   | 3e       | 1      | 22    | 37     | 48   | 15    | Kampioen/geen promotie, Quick'20 promoveert                | Anton Gabriël                        |
| 51/52   | 3e       | 3      | 24    | 30     | 60   | 48    |                                                            | Jan Lastdrager                       |
| 50/51   | 3e       | 1      | 20    | 33     | 61   | 31    | Kampioen/geen promotie: Almelo, Nijmegen, Doetinchem       | Jan Lastdrager                       |
| 49/50   | 3e       | 3      | 18    | 21     | 27   | 24    |                                                            | A. Kaptein                           |
| 48/49   | 3e       | 6      | 20    | 19     | 42   | 36    |                                                            | de Groot/Teune/A. Kaptein            |
| 47/48   | 3e       | 3      | 18    | 24     | 30   | 24    |                                                            | Jan Uitert ?                         |
| 46/47   | 4e       | 1      | 16    | 25     | 46   | 17    | Kampioen Promotie naar 3e Klasse                           | Jan Uitert                           |
| 45/46   | 1e GVB   | 1      | 5     | 10     | 18   | 4     | Kampioen Promotie naar 4e Klasse NVB                       | Leo Halle                            |
| 44/45   | 1e GVB   | *      | *     | *      | *    | *     | Noodcompetitie ivm 2e WO                                   | Leo Halle                            |
| 43/44   | 1e GVB   | 2      | 14    | 19     | 42   | 22    |                                                            | Leo Halle                            |
| 42/43   | 2e GVB   | 1      | 12    | 21     | 64   | 19    | Kampioen Promotie naar 1e Klasse GVB                       | Leo Halle                            |
| 41/42   | 2e GVB   | 3      | 14    | 20     | 51   | 20    |                                                            | ?/Reitsma                            |
| 40/41   | 3e GVB   | 3      | 16    | 22     | 74   | 30    | Promotie naar 2e Klasse GVB                                | Smit                                 |
| 39/40   | Gemeente | 3      | 8     | 11     | 23   | 18    | Plaatselijke competitie                                    | Roelofs ?                            |

## Vrouwen
Het eerste vrouwenvoetbalelftal speelde na het kampioenschap in de Vierde klasse (2016/17) een seizoen in de Derde klasse en twee seizoenen in de Tweede klasse. In 2020/21 komt het voor het eerst uit in de Eerste klasse (zaterdag 1B) op het landelijk niveau. M.i.v. 2022 -2023 gaat 1e Dames team recreatief voetballen

## Bekende (ex-)spelers of trainers
- Leo Beenhakker (trainer) (bondscoach) enz. enz.
- Wim Berends Sparta Rotterdam/DS'79 Dordrecht
- Gert van den Brink Go Ahead Eagles/Wageningen
- Dick Faber Vitesse/de Graafschap/ AGOVV
- Jan Fiechter (trainer)
- Anton Gabriël (trainer) AGOVV
- Leo Halle (trainer) "De Leeuw van Deventer"
- Ronald Hendriks PEC Zwolle/NEC/KSV Waregem België)/RODA JC/de Graafschap
- Jan Hoogendoorn PEC Zwolle/NEC
- Adri Jansen PEC Zwolle
- Sander van Looy FC Zwolle/Falkenbergs FF (Zweden)
- Marc Overmars Go Ahead Eagles/ Willem II/ AJAX/ ARSENAL (Engeland)/ BARCELONA (Spanje)/ Nederlands Elftal
- Edwin Overmars Go Ahead Eagles/Heracles
- John Stegeman Voetballer bij: Vitesse/Helmond Sport/Go Ahead Eagles/Heracles/AGOVV/Cambuur.

Trainer bij: Heracles/ Go Ahead Eagles/FC Zwolle/ Midden Oosten /FC Antwerp (België)
- Ruud Wellenberg Go Ahead Eagles
- Tara Kommer Dames FC Zwolle

VV Emst · SV Epe · EZC '84 · KCVO · VV Oene · SV Vaassen · VIOS Vaassen · SV Wissel